# Бленда

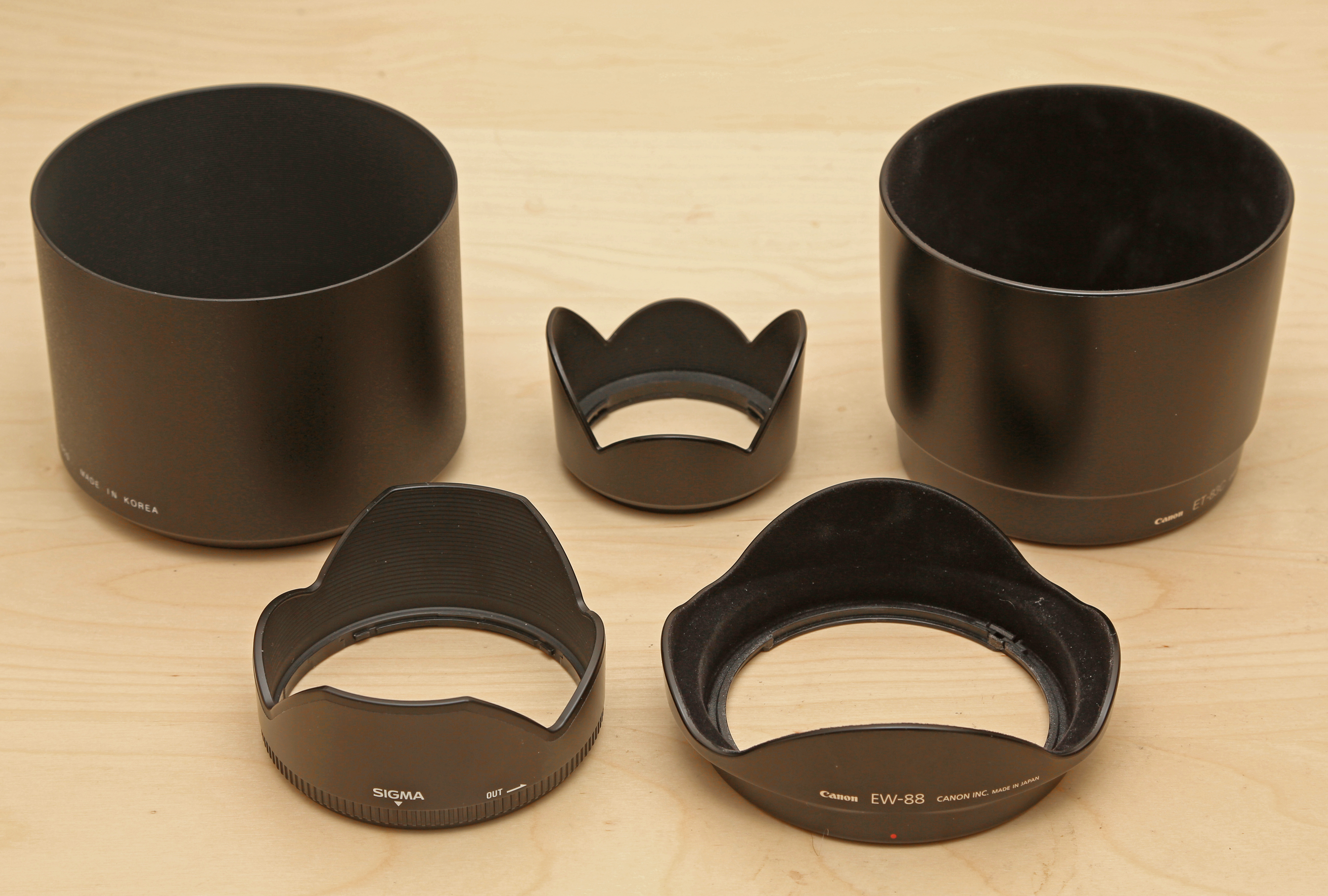
Бленды для объективов разных фокусных расстояний

Бле́нда (нем. Blende от нем. blenden — заслонять) — трубчатое приспособление или козырёк, устанавливающееся перед входным окном оптических приборов для защиты от попадания постороннего света. Разновидность полевой диафрагмы, предназначенной для ограничения поля зрения в пространстве предметов. Чаще всего бленда устанавливается перед киносъёмочными или фотообъективами, предотвращая засветку их передних линз нежелательным светом. 

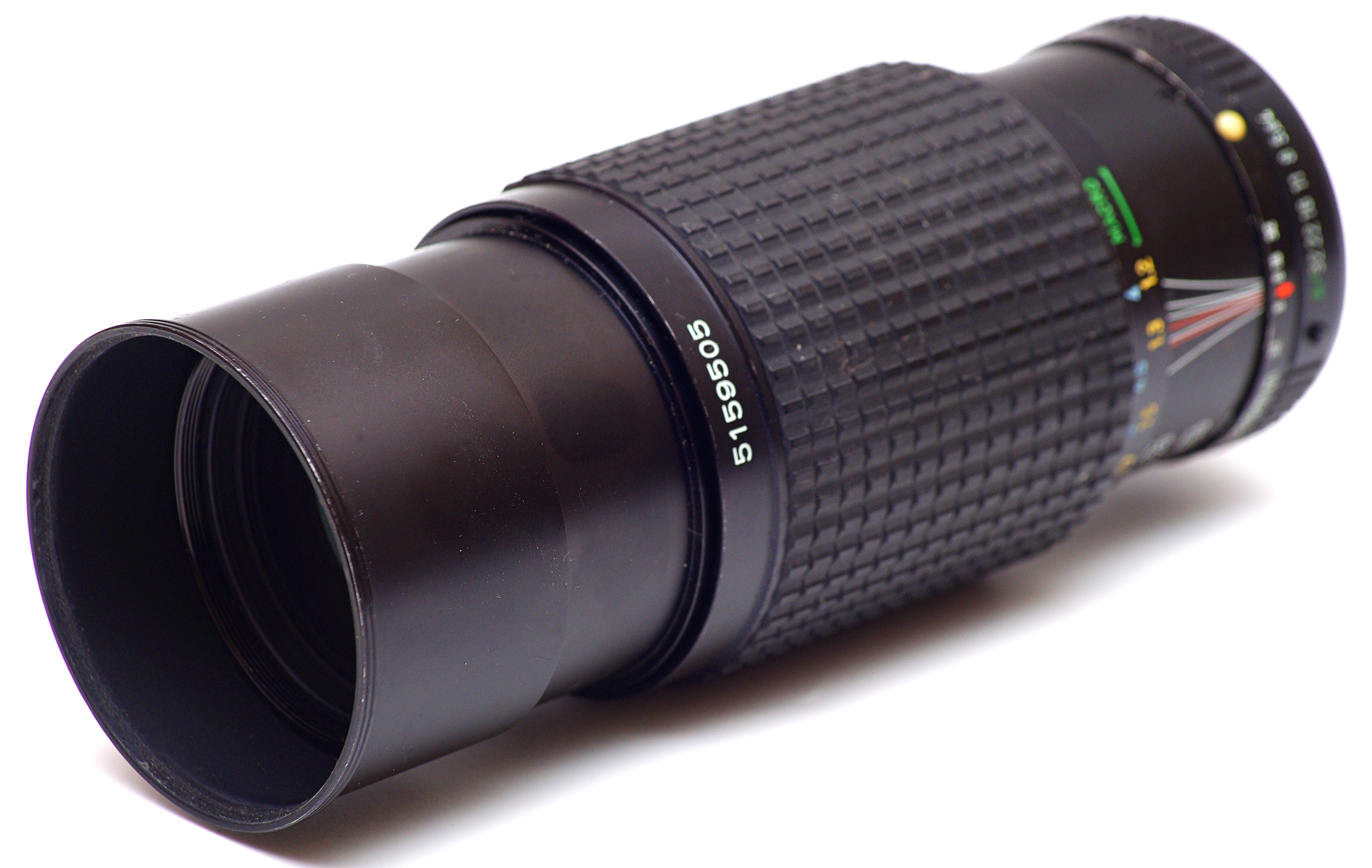
Бленда встроенная в объектив

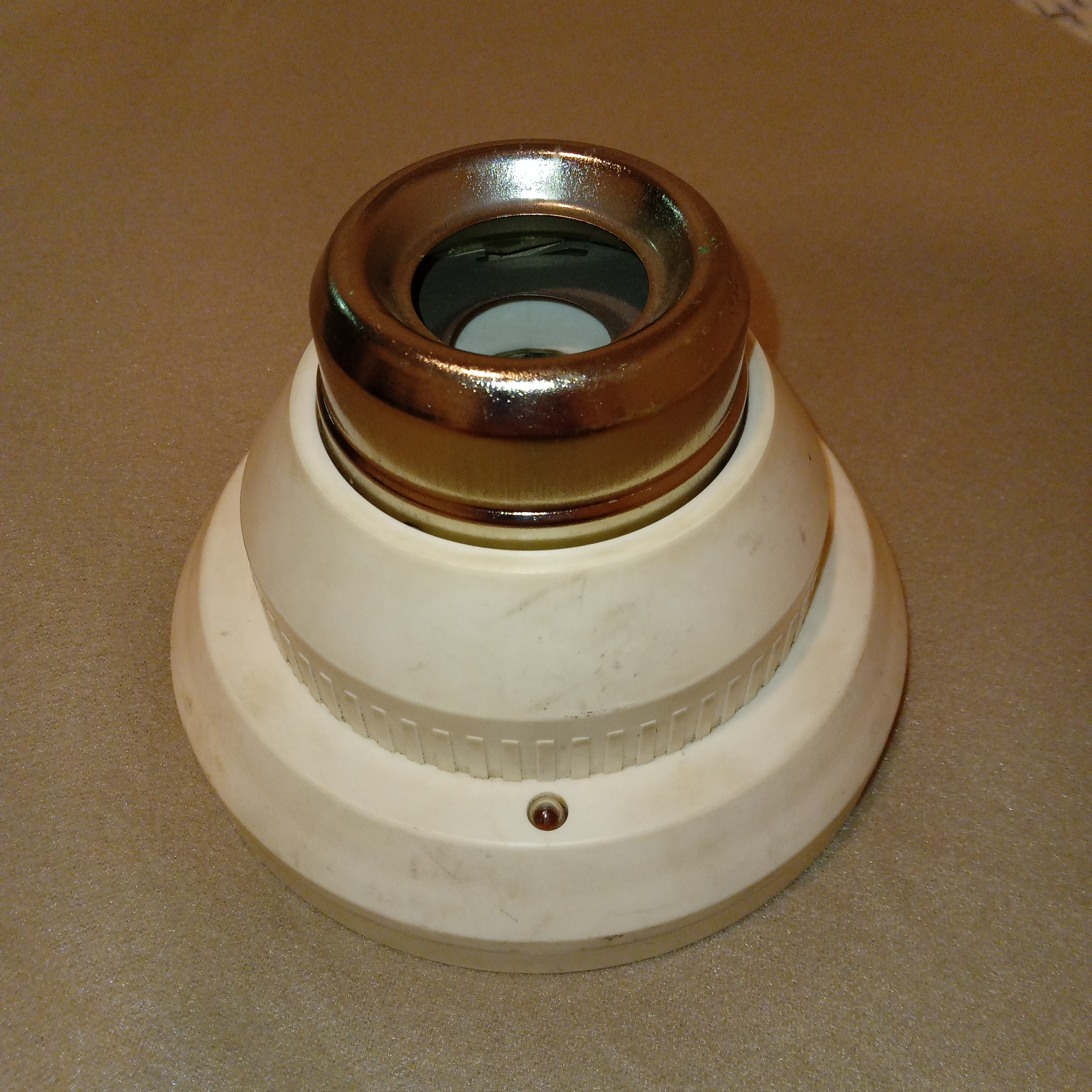
Бленда на промышленном оптико-электронном приборе

Бленда может иметь форму цилиндра, усечённого конуса или четырёхгранной усечённой пирамиды, и изготавливается из пластмассы или металла. Некоторое распространение получили цилиндрические бленды с фигурными вырезами в передней части, повторяющими центральную проекцию прямоугольного кадра на коническую поверхность. При рассматривании такой фигурной кромки бленды из входного зрачка объектива она приобретает форму прямоугольника, максимально эффективно отсекая посторонний свет. Внутренняя поверхность бленды для уменьшения отражения света выполняется рифлёной или покрывается чёрным бархатом или краской.
Из-за разницы в угле поля зрения, диаметре переднего компонента объектива, для каждого конкретного объектива приходится проектировать или подбирать бленду индивидуальной формы. Универсальных бленд не выпускается, и бленды широкоугольных и длиннофокусных объективов сильно отличаются по глубине. Чаще всего бленды крепятся к резьбе для светофильтров или на специальный байонет. Существуют бленды, встроенные в объектив. Бленды, входящие в комплект объективов, часто имеют два положения — «транспортное» и «рабочее».
Многие бленды сделаны специально мягкими и непрочными, по сравнению с оправой оптики, чтобы возможные механические повреждения были нанесены бленде, а не объективу.